# Айлемынг
Айлемынг (устар. Ай-Лемын) — река в России, протекает по Сургутскому району Ханты-Мансийского АО. Устье реки находится в 96 км по левому берегу реки Лямин 1-й. Длина реки составляет 44 км.
- В 44 км от устья, по левому берегу реки впадает река Ханытъюган.
- В 44 км от устья, по правому берегу реки впадает река Ай-Лемы.

## Данные водного реестра
По данным государственного водного реестра России относится к Верхнеобскому бассейновому округу, водохозяйственный участок реки — Обь от города Нефтеюганск до впадения реки Иртыш, речной подбассейн реки — Обь ниже Ваха до впадения Иртыша. Речной бассейн реки — (Верхняя) Обь до впадения Иртыша.
Код объекта в государственном водном реестре — 13011100212115200046355.